# Sokółka (gmina)
Pour les articles homonymes, voir Sokółka.
La gmina de Sokółka est une commune urbaine-rurale polonaise de la voïvodie de Podlachie et du powiat de Sokółka. Elle s'étend sur 313,62 km2 et comptait 26 406 habitants en 2006. Son siège est la ville de Sokółka qui se situe à environ 39 kilomètres au nord-est de Bialystok.

## Villages
Hormis la ville de Sokółka, la gmina de Sokółka comprend les villages et localités de Bachmatówka, Bilwinki, Bobrowniki, Bogusze, Boguszowski Wygon, Bohoniki, Dąbrówka, Drahle, Dworzysk, Geniusze, Gilbowszczyzna, Gliniszcze Małe, Gliniszcze Wielkie, Gnidzin, Halańskie Ogrodniki, Hałe, Igryły, Jałówka, Janowszczyzna, Jelenia Góra, Kantorówka, Karcze, Kraśniany, Kundzicze, Kundzin, Kundzin Kościelny, Kurowszczyzna, Kuryły, Lebiedzin, Lipina, Lipowa Góra, Malawicze Dolne, Malawicze Górne, Maślanka, Mićkowa Hać, Miejskie Nowiny, Nomiki, Nowa Kamionka, Nowa Moczalnia, Nowa Rozedranka, Nowinka, Orłowicze, Ostrówek, Pawełki, Pawłowszczyzna, Planteczka, Plebanowce, Podjałówka, Podjanowszczyzna, Podkamionka, Podkantorówka, Pogibło, Polanki, Poniatowicze, Puciłki, Ściebielec, Sierbowce, Słojniki, Smolanka, Sokolany, Stara Kamionka, Stara Moczalnia, Stara Rozedranka, Stary Szor, Starzynka, Stodolne, Straż, Szyndziel, Szyszki, Tartak, Tatarszczyzna, Wierzchjedlina, Wierzchłowce, Wilcza Jama, Wojnachy, Woroniany, Wroczyńszczyzna, Wysokie Laski, Zadworzany, Zamczysk, Zaścianki (Bogusze), Zaścianki (Kurowszczyzna), Zaśpicze, Zawistowszczyzna et Żuki.

## Gminy voisines
La gmina de Sokółka est voisine des gminy de Czarna Białostocka, Janów, Kuźnica, Sidra, Supraśl et Szudziałowo. Elle est aussi voisine de la Biélorussie.